# Tipula teshionis
Tipula teshionis är en tvåvingeart som beskrevs av Alexander 1921. Tipula teshionis ingår i släktet Tipula och familjen storharkrankar. Inga underarter finns listade i Catalogue of Life.